# Sparkasse Celle
Die Sparkasse Celle war eine öffentlich-rechtliche Sparkasse mit Sitz in Celle in Niedersachsen. Am 1. September 2019 fusionierte die Sparkasse mit der Sparkasse Gifhorn-Wolfsburg zur Sparkasse Celle-Gifhorn-Wolfsburg.

## Organisationsstruktur
Die Sparkasse Celle war eine Anstalt des öffentlichen Rechts. Rechtsgrundlagen waren das Sparkassengesetz für Niedersachsen und die Satzung der Sparkasse. Träger der Sparkasse Celle war der Sparkassenzweckverband Celle. Dieser setzte sich zusammen aus der Stadt Celle und dem Landkreis Celle. Organe der Sparkasse waren der Vorstand und der Verwaltungsrat.

## Geschichte
Am 2. Januar 1864 wurde die Spar- und Leihkasse des Amtes Celle eröffnet, die 1934 in Kreissparkasse Celle umbenannt wurde. Am 1. September 2019 fusionierte das inzwischen Sparkasse Celle genannte Kreditinstitut mit der Sparkasse Gifhorn-Wolfsburg zur Sparkasse Celle-Gifhorn-Wolfsburg.

### Geschäftsdaten 2018
Die Sparkasse Celle wies im Geschäftsjahr 2018 eine Bilanzsumme von 2,653 Mrd. Euro aus und verfügte über Kundeneinlagen von 2,018 Mrd. Euro. Gemäß der Sparkassenrangliste 2018 lag sie nach Bilanzsumme auf Rang 153. Sie unterhielt 37 Filialen/Selbstbedienungsstandorte und beschäftigte 580 Mitarbeiter.